# Marimont-lès-Bénestroff
Marimont-lès-Bénestroff é uma comuna francesa na região administrativa de Grande Leste, no departamento de Mosela. Estende-se por uma área de 3,99 km². Em 2010 a comuna tinha 40 habitantes (densidade: 10 hab./km²).